# Mainzer Jugendmaskenzug
Der Mainzer Jugendmaskenzug ist nach eigenen Angaben „der größte Jugendmaskenzug Europas“.
An dem Fastnachtsumzug nehmen seit 1957 hauptsächlich Kinder und Jugendliche aus den Mainzer Kindergärten, Schulen und Jugendorganisationen teil.
Im Gegensatz zum Mainzer Rosenmontagszug ist der Veranstalter der Verkehrsverein Mainz e.V. Diese gibt den teilnehmenden Schulen nach den Herbstferien das Motto des nächsten Jugendmaskenzuges bekannt.
Eine unabhängige Jury bewertet in den Kriterien „Jugendgemäßes Auftreten, Originalität in Idee und Ausführung sowie Gesamteindruck beim Vorbeimarsch“ während des Umzuges die besten Kostümideen und deren Umsetzung. Die Prämien stammen größtenteils von den Fastnachtskorporationen und Mainzer Unternehmen. Zusätzlich erhält jede angemeldete und teilnehmende Gruppe einen Preis.
Der Jugendmaskenzug wurde von 1977 bis 2018 im SWR Fernsehen übertragen. Im Jahr 2019 wurde der Zug aufgrund der Vorverlegung nicht übertragen.

## Strecke
Der Jugendmaskenzug startete bis 2018 am Samstag vor dem Rosenmontag um 14.11 Uhr in der Mainzer Neustadt. Ab 2019 wird der Zug zeitlich verlegt, da es eine Kollision mit den rheinland-pfälzischen Winterferien gibt, die in diesem Jahr erstmals eingeplant wurden.
Aufstellung in der Leibnizstraße – Josefstraße und der Boppstraße.
Danach läuft der Zugweg in der: Kaiserstraße Neustadtseite – um das Stadthaus herum – Kaiserstraße Altstadtseite – Gärtnergasse – Große Bleiche – Münsterplatz – Schillerstraße – Schillerplatz – Ludwigsstraße – Höfchen – Schöfferstraße – Schusterstraße – Flachsmarkt – Flachsmarktstraße – Petersstraße – Die Auflösung des Zuges findet an der Anne-Frank-Realschule statt.

## Motto
| Jahr | Umzug | Motto | Kinderprinz                                             | Teilnehmer | Besonderheiten |
| ---- | ----- | --- | ------------------------------------------------------- | --- | --- |
| 1957 | 1.    | – | –                                                       | … | Erster Jugendmaskenzug |
| 1958 | 2.    | – | Jugendprinzenpaar Alban J. Schalk und Heide Kremer      | … | Der Maskenzug wird vom rheinland-pfälzischen Kultusministerium als schulische Veranstaltung anerkannt, mit der Empfehlung, ihn als Pflege des heimatlichen Brauchtums nach Kräften zu unterstützen.                          |
| 1959 | 3.    | – | –                                                       | … | |
| 1960 | 4.    | – | –                                                       | … | |
| 1961 | 5.    | – | –                                                       | … | |
| 1962 | 6.    | – | Seppel Glückert                                         | … | Erster Kinderprinz |
| 1963 | 7.    | – | Seppel Glückert                                         | … | |
| 1964 | 8.    | – | Seppel Glückert                                         | … | |
| 1965 | 9.    | – | Seppel Glückert                                         | … | Der Umzug wird in „Mainzer Jugendmaskenzug“ umgetauft. |
| 1966 | 10.   | „Uff los geht’s los“ | Seppel Glückert                                         | … | |
| 1967 | 11.   | „Komm, mach mit“ | Seppel Glückert                                         | … | |
| 1968 | 12.   | „Schulfernsehen – 11. Programm“ | Lutz Eberhard                                           | … | Die Zugfolge wird im offiziellen Zugprogramm des Rosenmontagszuges mit abgedruckt. Seitdem steht der Jugendmaskenzug unter einem jährlich wechselnden Motto, praktisch als kleiner Leitfaden für die eigene Ideenproduktion. |
| 1969 | 13.   | „Määnzer Sprüch‘ un Ausdrück‘“ | Lutz Eberhard                                           | … | |
| 1970 | 14.   | „2.000 Jahre hin und her - Määnzer Geschichtcher kreuz und quer“ | Lutz Eberhard                                           | … | |
| 1971 | 15.   | „Spuckeskräm‘ un Butzekrämpf‘“ | Lutz Eberhard                                           | … | |
| 1972 | 16.   | „Määnzer Olympiade“ | Lutz Eberhard                                           | … | |
| 1973 | 17.   | „Mir wähle närrisch“ | Lutz Eberhard                                           | … | |
| 1974 | 18.   | „Ei, gibt’s des aach?“ | Boris Henkel                                            | … | |
| 1975 | 19.   | „Gell, do guckste?“ | Boris Henkel                                            | … | |
| 1976 | 20.   | „Was en Zerkus!“ | Boris Henkel                                            | … | |
| 1977 | 21.   | „Sache gibt’s..!?!“ | Boris Henkel                                            | … | |
| 1978 | 22.   | „Määnzer Geschichte und Geschichtscher“ | Boris Henkel                                            | … | Der SWF überträgt den Zug erstmals live im Fernsehen. |
| 1979 | 23.   | „Es geht widder rund!“ | Ralph Buchholz                                          | … | |
| 1980 | 24.   | „Gelacht, gebastelt und gestrunzt“ | Ralph Buchholz                                          | … | |
| 1981 | 25.   | „25 Jahre jung – Jugendmaskenzug in Schwung“ | Ralph Buchholz                                          | … | |
| 1982 | 26.   | Ei, guck emol do! | Ralph Buchholz                                          | ca. 3000; 16 Schulen; 8 Jugendverbände; 18 Kapellen und Spielmannszüge mit über 700 Musikanten                         | |
| 1983 | 27.   | „Is‘ unser Kass aach ziemlich leer, mir feiern Fassenacht um so mehr!“ | Thomas Neger                                            | … | |
| 1984 | 28.   | „Mir mache weiter – frisch un heiter!“ | Thomas Neger                                            | … | |
| 1985 | 29.   | „Es is die junge Narrenwelt, die’s Määnzer Rad am Rolle hält“ | Thomas Neger                                            | … | |
| 1986 | 30.   | „Jocus ruft – mir komme! (30 Jahre Mainzer Jugendmaskenzug)“ | Thomas Neger                                            | … | |
| 1987 | 31.   | „Bei uns is ebbes los!“ | Alexander von Opel                                      | … | |
| 1988 | 32.   | „Schnuggesjer und Määnzer Biddel“ | Alexander von Opel                                      | … | |
| 1989 | 33.   | „Enne, denne, dorz – was is die Fassenacht korz!“ | Alexander von Opel                                      | … | |
| 1990 | 34.   | „Guck emol, wie se gucke!“ | Alexander von Opel                                      | … | |
| 1991 | –     | – | –                                                       | – | fällt ebenso wie der Rosenmontagszug wegen des Golfkrieges aus |
| 1992 | 35.   | „Gelacht, gegiggelt un gegaggelt“ | Alexander von Opel                                      | … | |
| 1993 | 36.   | „Bei uns siegt stets die Heiterkeit – kommt, macht mit, Ihr liebe Leit!“ | Alexander von Opel                                      | … | |
| 1994 | 37.   | „Was wir hier alles mache – gell do musste lache!“ | Alexander von Opel                                      | … | |
| 1995 | 38.   | „Hier präsentiert sich schön und klug der Nachwuchs für den großen Zug“ | Matthias Mundo                                          | … | |
| 1996 | 39.   | „Mir zeige hier an Fassenacht wie man schöne Umzüg macht“ | Matthias Mundo                                          | … | |
| 1997 | 40.   | „Witz und Ideen mit Fleiß gepaart – des is Määnzer Lebensart“ | Matthias Mundo                                          | … | |
| 1998 | 41.   | „Lachen, Lust und Lebensfreude schenkt die Mainzer Jugend heute“ | Matthias Mundo                                          | … | |
| 1999 | 42.   | „Firlefanz und Schabernack – Mainzer Jugend stets auf Zack“ | Alexander Mundo                                         | … | |
| 2000 | 43.   | „Ob großer Riese, kleiner Zwerg – jeder kennt den Gutenberg“ | Alexander Mundo                                         | … | |
| 2001 | 44.   | „Der Duden sagt’s und das ist wichtig: schreib’s määnzerisch, dann ist es richtig“ | Alexander Mundo                                         | … | |
| 2002 | 45.   | „Zweitausendzwei in Mainz am Rhein wird „Hundert“ der Verkehrsverein. Drum kommt zu uns, was nicht verkehrt, denn Mainz ist eine Reise wert!“                                                                | Philipp Karrié                                          | … | |
| 2003 | 46.   | „Am Horizont ein Silberstreif, Hurra, wir sind olympiareif!“ | Philipp Karrié                                          | … | |
| 2004 | 47.   | „Die Meenzer Jugend feiert heit, die Fastnacht wie zur Römerzeit!“ | Philipp Karrié                                          | … | |
| 2005 | 48.   | „Am Rhein ist es besonders schön, wenn vierfarbbunte Fahnen weh’n. Drum kommt nach Mainz zur Fassenacht, wenn hier die Jugend singt und lacht!“                                                              | Philipp Karrié                                          | … | |
| 2006 | 49.   | „Die Mainzer Kinder feiern heute, die WM der Lebensfreude. Darum soll auch bei uns am Rhein, die Welt zu Gast bei Freunden sein!“                                                                            | Kinderprinzenpaar Anna-Sophie Pabst und Oliver Wiesmann | … | Nach 40 Jahren wurde erstmals wieder ein Kinderprinzenpaar inthronisiert, um die Regentschaft über den Jugendmaskenzug, aus Anlass des 150-jährigen Bestehens der Kleppergarde zu übernehmen.                                |
| 2007 | 50.   | „Wir feiern, das ist Grund genug, fünfzig Jahr’ Jugendmaskenzug. Es grüßen, stolz dabei zu sein, die Narrenkinder aus Mainz am Rhein. Ja, so ein Tag man nie vergisst – wenn das kein Grund zum Feiern ist!“ | Dennis Schmidt                                          | 4.000 Narren aus 15 Schulen, 16 Kindertagesstätten, acht Jugendorganisationen sowie drei Festwagen und 17 Musikgruppen | |
| 2008 | 51.   | „Auch in der Tierwelt wird gelacht, wenn Eisbär Knut den Affen macht. Drum geht es dies Jahr kurz und knapp, in Mainz an Fastnacht tierisch ab!“                                                             | Dennis Schmidt                                          | 3.400 Narren, 53 Zugnummern mit drei Festwagen und 15 Musikgruppen.                                                    | |
| 2009 | 52.   | „Figur’n aus Märchen, Sagen und Legenden soll’n vierfarbbunte Freude spenden!“ | Dennis Schmidt                                          | 4.750 Narren aus 11 Schulen, 11 Kindertagesstätten, 11 Jugendorganisationen mit 3 Festwagen und 15 Musikgruppen.       | |
| 2010 | 53.   | „Nur wer Sport treibt, der bleibt fit, Meenzer Jugend, die macht mit“ | Dennis Schmidt                                          | … | |
| 2011 | 54.   | „Legionen und Kohorten in Mainz an allen Orten, machen deutlich und sehr klar: Die Römer – sie sind wieder da!“                                                                                              | Dennis Schmidt                                          | 3.900 Kinder, 17 Schulen, 13 Kitas, 10 Jugendorganisationen, 3 Festwagen und 18 Musikgruppen.                          | |
| 2012 | 55.   | „Als Gutenberg den Druck erfand, war’n Zeitunge noch unbekannt. Aach Händy, Navi und PeCe, die gäb’s net ohne soi Idee!“                                                                                     | David Seitz                                             | 4.500 Kinder, 11 Schulen, 10 Kitas, 9 Jugendorganisationen, 3 Festwagen und 16 Musikgruppen.                           | |
| 2013 | 56.   | „An Fassenacht in diesem Jahr gibt’s in Määnz e Prinzepaar. De ganze Hofstaat, Prinzezores, gratuliert mit Kokolores.“                                                                                       | David Seitz                                             | 3.500 Kinder, 13 Schulen, 11 Kitas, 5 Jugendorganisationen, 3 Festwagen und 13 Musikgruppen.                           | |
| 2014 | 57.   | „Fußball-WM am Zuckerhut mit Samba-Ryhythmen, dess wird gut! Die Määnzer Jugend - die macht mit als super Fans im Sambaschritt.“                                                                             | David Seitz                                             | 3.500 Kinder | |
| 2015 | 58.   | „In Meenz am Rhoi in voller Pracht – die Tierwelt feiert Fassenacht!“ | David Seitz                                             | 4.000 Teilnehmer | |
| 2016 | 59.   | „200 Jahre Rheinhessenland / bringt alle außer Rand und Band / die Määnzer Jugend feiert – lacht / zum Jubeljahr an Fassenacht“                                                                              | Benjamin Seitz                                          | | |
| 2017 | 60.   | 60 Jahr – im Land die Nummer eens / Geht der Jugendmaskenzug durch Meenz / Zu diesem Fest des is doch klar / jubelt weltweit die Kinderschar!                                                                | Benjamin Seitz                                          | | |
| 2018 | 61.   | „Schlümpfe, Obelix, der kleine Nick, / Super-, Batman, Schweinchen Dick, / die Comic-Welt trifft Mainz am Rhein / zum Superhelden-Stelldichein.“                                                             | Benjamin Seitz                                          | | |
| 2019 | 62.   | „Franzosen, Römer und Germanen, / zum Leben an den Rhein hier kamen. / Brachten Fleischworscht, Weck und Woi, / und die Fastnacht obbedroi. / Heut grüßen wir sie mit Radau / und dreifach donnerdem Helau!“ | Finn Weber                                              | | |
| 2020 | 63.   | „Schneewittchen, Froschkönig sind mit dabei / im goldisch Meenz zur Narretei, / drum kommt heut all wie‘s euch gefällt / zur Kinderfastnachts-Märchenwelt!“                                                  | Finn Weber                                              | 5.100 Teilnehmende | |
| 2023 | 64.   | „Die Weltgeschichte lehrt uns eins: / Rom ging vorbei, doch Mainz bleibt Mainz!“ | Finn Weber                                              | | |
| 2024 | 65.   | „Mit Musik wird die Fassenacht / zur vierfarbbunten Klangespracht. / Die Jugend kleppert, tanzt und singt, / wenn der Narrhallamarsch erklingt!“                                                             | Luise Bott                                              | | Erste Mainzer Kinderprinzessin |
| 2025 | 66.   | „Mainz ist eine tolle Stadt, / die super viel zu bieten hat. / Wir Kinder zeigen heut der Welt, / warum uns Mainz so gut gefällt.“                                                                           | Luise Bott                                              | | |

## Rekrutenvereidigung
Nach dem Jugendmaskenzug findet vor dem Mainzer Staatstheater auf dem Gutenbergplatz die närrische Rekrutenvereidigung, auf Prinz Carneval, Fürst Jokus sowie auf Weck, Worscht un Woi, mit dem Schlachtruf „Meenzer Blut is kaa Buttermilch“, statt.

## Weitere Mainzer Fastnachtsumzüge
In der Innenstadt und den Stadtteilen:
- 1. Januar: Neujahrsumzug
- Freitag: Hechtsheim
- Samstag: Mainzer Jugendmaskenzug sowie Umzüge in Gonsenheim, Kastel und Kostheim.
- Sonntag: „Finther Zug der Lebensfreude“; Bretzenheimer Umzug
- Rosenmontag: Mainzer Rosenmontagszug
- Fastnachtsdienstag: Kappenfahrt in der Innenstadt; „Schissmelle-Dienstagszug“ in Mombach; Umzug in Drais („Draaser Umzug“)
- Aschermittwoch: Trauerumzug in der Altstadt mit anschließender Beerdigung der Fastnacht